# كافان (أونتاريو)
كافان، ميلبروك نورت موناغان، أونتاريو (بالإنجليزية: Cavan-Millbrook-North Monaghan)‏ هي مدينة كندية تقع في مقاطعة أونتاريو. تبلغ مساحة هذه المدينة 306.1253 (كم²)، ويبلغ عدد سكانها 8828 نسمة حسب إحصاء سنة 2006 م، بينما كان يسكنها 8453 نسمة في سنة 2001 م. تحتل هذه المدينة المرتبة رقم 429 بين مدن كندا حسب عدد السكان والمرتبة رقم 158 في المقاطعة. نما عدد السكان في هذه المدينة بنسبة (4.4) بين العامين المذكورين.

## أعلام
- جيمس ويلينغتون ماكلولين
- ويليام هنري كوربيت

## وصلات خارجية
- الأطلس الحكومي لكندا
- إحصاءات كندا مع ساعة تعداد السكان